# Charles A. Eldredge
Charles Augustus Eldredge (Bridport, 27 de febrero de 1820 - Fond du Lac, 26 de octubre de 1896) fue un abogado y político demócrata estadounidense. Sirvió seis términos en la Cámara de Representantes de Estados Unidos representando a los distritos del este de Wisconsin.

## Biografía
Nacido en 1820 en Bridport, Vermont y se mudó con sus padres a Canton, Nueva York en 1825. Allí asistió a escuelas comunes y estudió derecho. Fue admitido en el colegio de abogados en 1846 y estableció una práctica en Cantón. En 1848, se trasladó al nuevo estado de Wisconsin, instalándose en Fond du Lac, donde reanudó su práctica legal. Desde el Condado de Fond du Lac, fue elegido demócrata para el Senado del estado de Wisconsin para las sesiones de 1854 y 1855.
En 1862, después de que la delegación del Congreso de Wisconsin se expandió de tres escaños a seis, Eldredge fue elegido al 38° Congreso de los Estados Unidos como el primer representante del 4.º distrito congresional de Wisconsin que en ese momento comprendía los condados de Ozaukee, Washington, Dodge, Fond du Lac y Sheboygan. En medio de la Guerra de Secesión, se postuló como un demócrata pacifista y derrotó al demócrata de guerra Edward S. Bragg. Bragg se involucró en una disputa de años con Eldredge y lo desafió en varias convenciones de nominación demócratas. Sin embargo, Eldredge pudo ganar la reelección cuatro veces en el cuarto distrito del Congreso y ganó un sexto mandato en el 5.º distrito congresional de Wisconsin después de la redistribución de distritos. En 1874, sin embargo, Bragg pudo ganar suficientes delegados para evitar que Eldredge fuera renombrado para un séptimo mandato, aunque Bragg no se benefició, ya que la nominación fue para Samuel D. Burchard. Eldredge dejó el cargo en marzo de 1875 después de doce años en el Congreso y reanudó el ejercicio de la abogacía.
Falleció en Fond du Lac, Wisconsin el 26 de octubre de 1896 y fue enterrado en el cementerio Rienzi de Fond du Lac.